# Sacoila pedicellata
Sacoila pedicellata är en orkidéart som först beskrevs av Célestin Alfred Cogniaux, och fick sitt nu gällande namn av Leslie Andrew Garay. Sacoila pedicellata ingår i släktet Sacoila och familjen orkidéer. Inga underarter finns listade i Catalogue of Life.

## Bildgalleri

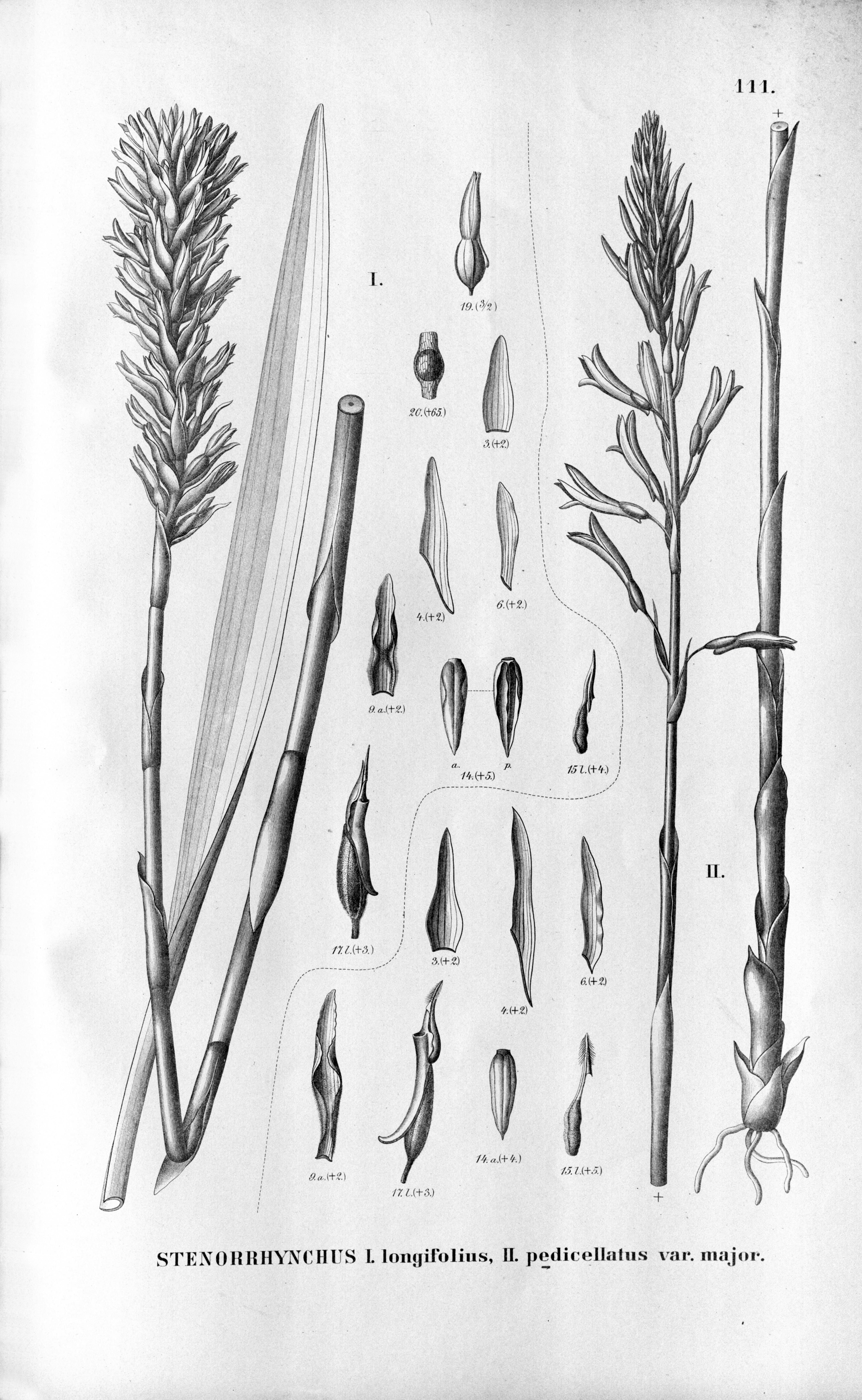